# Stazione di Comiso
La stazione di Comiso è una stazione ferroviaria posta al km 273+068 della linea Caltanissetta Xirbi-Gela-Siracusa. Serve il centro abitato di Comiso.

## Storia
La stazione di Comiso entrò in servizio il 14 marzo 1893, all'attivazione del tronco ferroviario da Terranova a Comiso. Il 18 giugno seguente venne attivato il tronco successivo fino a Modica.
La stazione venne esercita in telecomando e presenziata solo per il servizio commerciale in seguito all'attivazione dell'esercizio a DCO negli anni ottanta.
Dal mese di novembre 2013 la stazione è stata trasformata in fermata privandola di tutti i binari deviati e di tutti i deviatoi.

## Strutture ed impianti
Il fascio binari era costituito da un raddoppio per incroci e precedenze e alcuni binari tronchi.
La stazione venne dotata in origine di piano caricatore, di ponte a bilico e di magazzino merci.
Successivamente l'impianto venne potenziato con torre dell'acqua e colonna idraulica per il rifornimento delle locomotive a vapore. Ebbe anche una piattaforma girevole da 11,6 m.
Dalla fine del 2013 ha in funzione il solo binario passante.
A 5 km è situato l'Aeroporto di Comiso "Pio La Torre", dal 2013 aperto al traffico civile.